# Janina Klimkiewicz
Janina Klimkiewicz, właśc. Klimkowska (ur. 15 lutego 1891 w Warszawie, zm. 30 grudnia 1959 w Jastrzębiej Górze) – aktorka polska.
Była córką Adama i Bronisławy. Jako aktorka debiutowała w 1918 w warszawskim Teatrze Praskim i pozostawała z tą sceną związana do 1920; potem występowała w rewii "Wesoły Ul" w Lublinie oraz w Teatrze im. Wojciecha Bogusławskiego w Warszawie. W latach 30. ograniczała się do drobnych ról odgrywanych w przedstawieniach Towarzystwa Krzewienia Kultury Teatralnej. W 1928 wystąpiła w filmie Pan Tadeusz w reżyserii Ryszarda Ordyńskiego w roli Wojszanki.
W latach II wojny światowej działała w Radzie Głównej Opiekuńczej. Po wojnie występowała rzadko w Warszawie oraz w teatralnych zespołach objazdowych.